# 크로네커-베버 정리
크로네커-베버 정리(영어: Kronecker–Weber theorem, 중국어: 定理)는 대수적 수론의 정리로, 유리수체 위의 갈루아 군이 아벨 군인 모든 대수적 수체, 즉 유리수체의 임의 유한 아벨 확대는 원분체의 부분체라는 내용이다.

## 예
예를 들어, {\displaystyle \mathbb {Q} [{\sqrt {5}}]/\mathbb {Q} }의 갈루아 군은 {\displaystyle \mathbb {Z} /2}이므로 이는 유리수체의 아벨 확대이다. 따라서 {\displaystyle {\sqrt {5}}}는 1의 거듭제곱근들의 유리수 계수 선형결합으로 나타낼 수 있다. 구체적으로,
{\displaystyle {\sqrt {5}}=e^{2\pi i/5}-e^{4\pi i/5}-e^{6\pi i/5}+e^{8\pi i/5}}
이다. 즉, {\displaystyle \mathbb {Q} [{\sqrt {5}}]}는 원분체 {\displaystyle \mathbb {Q} [\exp(2\pi i/5)]}의 부분체이다.

## 역사
이 정리는 1853년 독일의 레오폴트 크로네커에 의해 처음으로 언급되었지만 증명은 완벽하지 못했다. 또 다른 독일 수학자인 하인리히 마르틴 베버(Heinrich Martin Weber)가 1886년 완벽해 보이는 증명을 출판하여 이 둘의 이름이 붙었다. 그러나 베버의 첫 증명에는 약간의 비약과 오류가 있었고, 올라프 노이만(Olaf Neumann)이 1981년 논문을 통해 이를 바로잡았다. 다비트 힐베르트는 1896년 처음으로 이 정리의 올바르고 완전한 증명에 성공하였다.

## 국소적 크로네커-베버 정리
미국의 조너선 루빈(Jonathan Lubin)과 존 테이트는 1965년, 1966년 두 논문을 통해 크로네커-베버 정리의 국소화된 판본을 발표하였다. 여기서 루빈과 테이트는 국소체(local field)의 임의 아벨 확대는 원분 확대(cyclotomic extension)와 루빈-테이트 확대(Lubin-Tate extension)만으로 구성될 수 있다는 것을 보였다.

## 같이 보기
- 힐베르트의 열두 번째 문제
- 크로네커의 청춘의 꿈